# Spoorlijn Neuchâtel - Morteau
De spoorlijn Neuchâtel - Morteau is een Zwitserse spoorlijn tussen Neuchâtel gelegen in het kanton Neuchâtel en de Franse plaats Morteau aangelegd door de voormalige spoorwegonderneming Jura-Neuchâtelois (JN), ook Neuenburger Jurabahn genoemd.

## Geschiedenis
De oprichting van de onderneming per 1 januari 1886 en de aanleg van het 38 kilometer lange spoortraject Neuchâtel – Le Locle – Col-des-Roches uit de Jura-Bern-Luzern-Bahn (JBL).
Geopend werd het traject van Neuchâtel door de 3259 meter lange Logestunnel tussen Les Hauts-Geneveys en Convers naar La Chaux-de-Fonds en Le Locle in vier Etappen tussen 1857 tot 1860 van de Jura industriel (JI).
De JI werd op 1 mei 1875 deel van de Jura bernois (JB), die vervolgens op 1 juli met de Bern-Luzern-Bahn (BLB) tot de Jura-Bern-Luzern-Bahn (JBL) fuseerde.
Eerst onder de JBL volgde op 4 augustus 1884 de opening van het traject naar de Zwitsters/Franse grens bij Le Locle-Col-des-Roches (toenmalig genaamd «Brenets-Col-des-Roches») en de aansluiting met de Franse spoorwegen bij Villers-le-Lac op het traject naar Morteau en Besançon.
Na de verzelfstandiging van de JN opende de JBL op 17 december 1888 de 1618 meter lange Crosettestunnel tussen Le Creux en La Chaux-de-Fonds, waardoor een directe verbinding tussen Biel en La Chaux-de-Fonds zonder kopstation bij Convers mogelijk werd. Hiermee werd ook het omrij traject op het deel tussen Convers en Le Creux stilgelegd. Het traject werd pas op 1 juli 1895 opgeheven onder regiem van de Jura-Simplon-Bahn (JS).
Met het verdrag van 4 november 1912 nam Zwitserland de onderneming over van het kanton Neuchâtel, waarmee deze per 1 juli 1913 in het bezit van de (SBB) kwam.

## Aansluitingen
In de volgende plaatsen is of was er een aansluiting van de volgende spoorlijnen:

### Neuchâtel
- Jurafusslinie, spoorlijn tussen Olten en Lausanne / Genève
- Bern - Neuchâtel, spoorlijn tussen Bern en Neuchâtel
- Neuchâtel - Pontarlier, spoorlijn tussen Neuchâtel en Pontarlier

### La Chaux-de-Fonds
- La Chaux-de-Fonds - Les Ponts-de-Martel, spoorlijn tussen La Chaux-de-Fonds en Les Ponts-de-Martel
- La Chaux-de-Fonds - Sonceboz, spoorlijn tussen La Chaux-de-Fonds en Sonceboz
- La Chaux-de-Fonds - Glovelier, spoorlijn tussen La Chaux-de-Fonds en Glovelier

### Le Locle
- Le Locle - Les Brenets, spoorlijn tussen Le Locle en Les Brenets

## Elektrische tractie
Het traject werd geëlektrificeerd met een spanning van 15.000 volt 16 2/3 Hz wisselstroom.

## Afbeeldingen

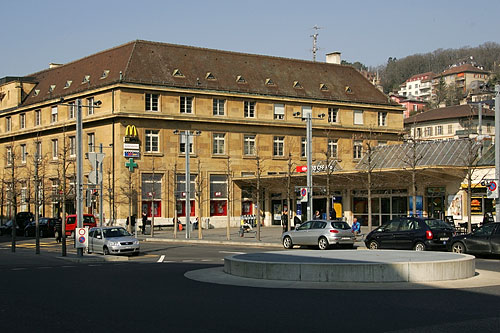
Station Neuchâtel
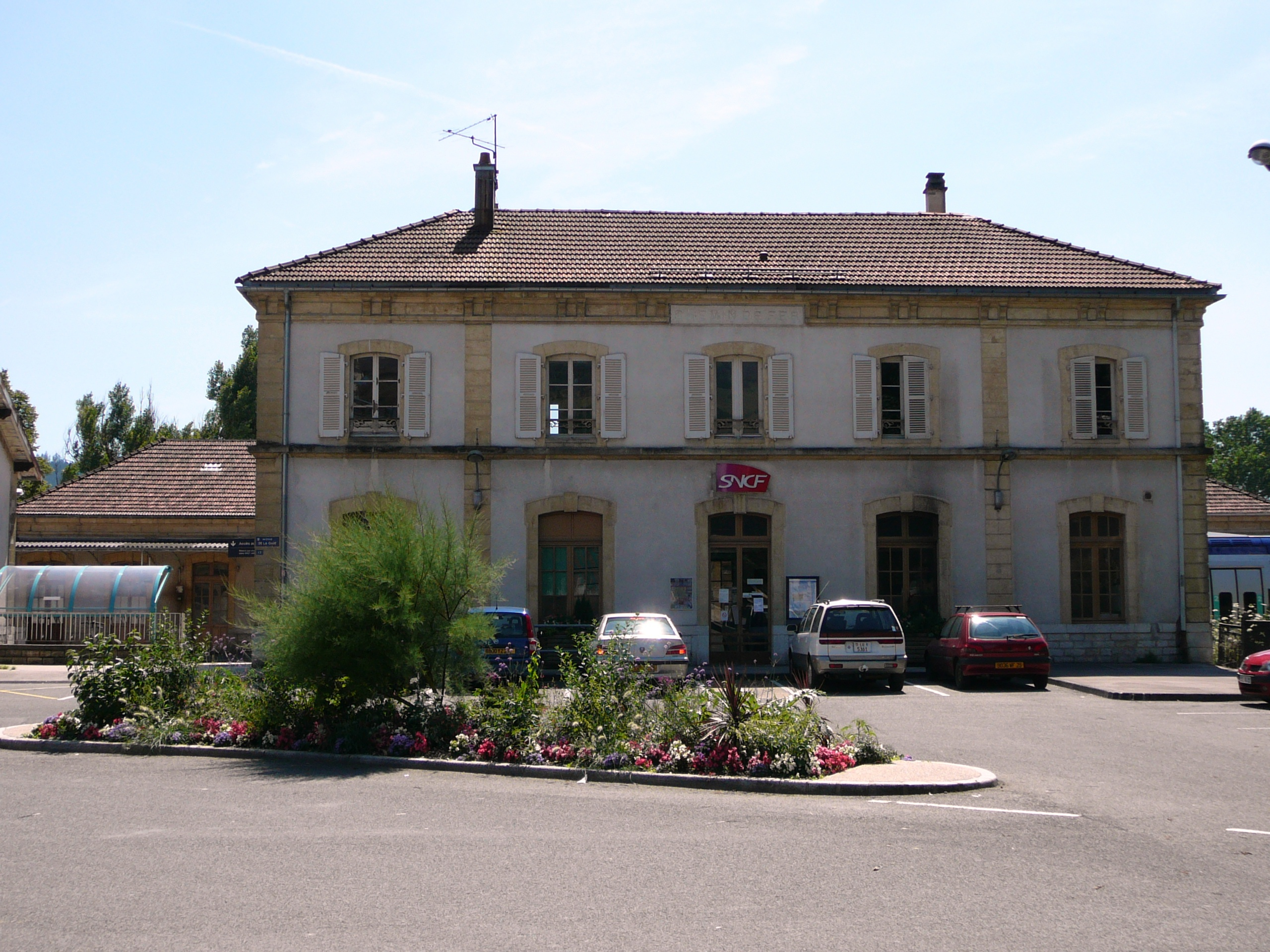
Station Morteau